# Pierre Lannier
Pierre Lannier es una marca de relojes francesa, fundada en 1977 por Béatrice y Jean-Paul Burgun.

## Historia
Ubicada en Ernolsheim-lès-Saverne, en Alsacia, la empresa ha establecido un segundo centro de producción en Antananarivo (Madagascar).
En 2017, la compañía captó 1,5 millones de euros del fondo Audacia (el fondo liderado por Charles Beigbeder) para financiar la duplicación de la cifra de negocios en 2020-2021, y alcanzar los 30 millones de euros.
En 2019, la empresa unió fuerzas con el fabricante textil occitano Toiles du Soleil para lanzar una colección de relojes de mujer.

## Asociación
De 2014 a 2016, la firma Pierre Lannier estuvo asociada con la Selección de baloncesto de Francia, ofreciendo una colección de relojes con el logotipo de la Federación francesa de baloncesto.